# César-Guillaume de La Luzerne
César-Guillaume de La Luzerne (8. července 1738 v Paříži - 21. června 1821 tamtéž) byl francouzský duchovní a biskup z Langres. Politicky se angažoval na počátku Velké francouzské revoluce a nějakou dobu byl předsedou Ústavodárného shromáždění. Emigroval však kvůli sporu o občanskou ústavu duchovenstva. V souvislosti s konkordátem z roku 1801 ztratil biskupský úřad a v roce 1817 byl povýšen na kardinála.

## Životopis
Pocházel ze šlechtické rodiny v Normandii. Jeho otec byl César-Antoine de La Luzerne, markýz de Beuzeville. Matkou byla Marie-Elisabeth (rozená de Lamoignon de Malesherbes).
Vydal se na duchovní dráhu a 27. března 1762 byl vysvěcen na kněze. Získal několik prebend, například čestný kanonický titul u Notre Dame v Paříži v roce 1754. Mezi lety 1756 a 1782 byl opatem in commendam kláštera Mortemer. V roce 1765 byl jmenován generálním vikářem arcidiecéze Narbonne. V roce 1765 se stal generálním agentem duchovních provincie Vienne ve shromáždění duchovenstva. Luzerne byl v roce 1770 zvolen biskupem v Langres a 30. září 1770 jej pařížský arcibiskup Christophe de Beaumont du Repaire vysvětil na biskupa. V roce 1773 pronesl pohřební řeč za Karla Emanuela III. Sardinie v katedrále Notre Dame v Paříži. O rok stejně tak po smrti Ludvíka XV.
V letech 1787 a 1788 byl Luzerne členem Shromáždění notáblů, které marně hledalo řešení finanční krize státu. V následné debatě o svolání generálních stavů nepatřil mezi konzervativce, kteří se drželi formy shromáždění ze 17. století, ale publikoval článek, ve kterém nastínil dvoukomorový parlament. První komora by se měla skládat ze zástupců duchovenstva a šlechty. Druhá komora by měla být vyhrazena pro třetí stav. Hlasování v komorách by mělo probíhat podle počtu zástupců, nikoli podle stavů.
V roce 1789, v období před generálními stavy, se Luzerne podílel na napsání Cahier de Doléances pro svůj volební obvod a byl zvolen členem shromáždění. Stal se také členem Ústavodárného shromáždění a dočasně byl jeho předsedou. V prosinci 1789 rezignoval na svůj mandát.
V roce 1791 byl ve sporu o občanskou ústavu duchovenstva připraven k určitým kompromisům, ale nakonec je odmítl a emigroval nejprve do Kostnice, poté do Vídně a nakonec do Benátek. Ze zahraničí nadále ovlivňoval věřící své diecéze. Nezvolil konfrontační kurz, ale dovolil věřícím uznat Direktorium z roku 1795 a Konzulát z roku 1800. Odmítl však přísahu nenávisti proti monarchii a anarchii požadovanou v roce 1797. V souvislosti s reorganizací církve ve Francii dohodnutou mezi Napoleonem Bonapartem a Piem VII. a konkordátem z roku 1801 ztratil svůj biskupský úřad.
V roce 1814 se Luzerne vrátil do Francie. V roce 1817 byl povýšen na kardinála a znovu jmenován biskupem v Langres, aniž by se mohl ujmout své diecéze. Luzerne byl v roce 1820 jmenován velitelem Řádu sv. Ducha.